# Alfred Habermann
Alfred Habermann (3. května 1930 Jihlava – 28. dubna 2008 Waidhofen an der Ybbs) byl česko-německý umělecký kovář, sochař, restaurátor, designér a pedagog. Je spoluzakladatelem mezinárodního kovářského sympozia Hefaiston na hradě Helfštýn, kde se na jeho počest od roku 2008 opakovaně udělila Cena Alfreda Habermanna.

## Život
Alfred Habermann pocházel z kovářské dynastie v Jihlavě. V roce 1944 nastoupil jako čtrnáctiletý do učení ke svému dědečkovi, neboť otec byl povolán na frontu. Učení však záhy přerušilo Alfredovo válečné nasazení a nucené práce v Karviné (1944–1945). Po roce 1945 se opět vrátil do kovárny a v roce 1948 složil učednickou zkoušku. Svou mistrovskou práci – kopii renesančního klepadla – zhotovil v roce 1958, ale tím jeho vzdělávání neskončilo. Touha po větším uměleckém rozhledu ho zavedla v roce 1963 do Východního Berlína k prof. F. Kühnovi, který patřil k uznávaným zástupcům poválečné moderny. Mezi lety 1966–1968 pobýval na stipendijním pobytu u prof. Toniho Benettona v Benátkách a Trevisu.  
V roce 1959 převzal vedení kovárny Ústředí uměleckých řemesel v Jihlavě. Už v 60. letech, zvláště pak po návratu z Itálie, platil za odborníka v oblasti restaurování kovaných doplňků architektury a dostával řadu zakázek od památkové péče. Byl ovšem činný i v oblasti volné tvorby. Po roce 1975 pracoval ve vlastním ateliéru ve Studené u Jihlavy.
Začátkem 80. let založil setkání uměleckých kovářů na hradě Helfštýn. Zpočátku se setkání účastnili jen mistři kováři z Československa, Habermann nicméně Hefaiston propagoval i v zahraničí a dopomohl k jeho mezinárodnímu věhlasu.
Po roce 1985 odešel s rodinou – svou druhou ženou Marií a nejmladší dcerou Christine – do Německa, kde se nadále věnoval umění. Rodina se kvůli jeho práci musela často stěhovat po Německu. V roce 1986 si založil dílnu v Gernsbachu, o rok později se přesunul do bavorského města Simbach am Inn, kde působil do roku 1993. Habermann byl mimoto mezinárodně činný jako pedagog, působil například v USA, Německu, Rakousku, Belgii nebo v Izraeli, kde vyučoval v kibucu. Habermann byl odborníkem na kovářské techniky v různých historických obdobích. Ty vyučoval po řadu let např. v Benátkách na škole Centro Europeo per i Mestieri del Patrimonio, která si klade za cíl zachovat kulturní paměť v oblasti uměleckých řemesel. Zasazoval se i o to, aby nadaní čeští umělečtí kováři získali stipendium v Benátkách.
V roce 2000 se Alfred Habermann usadil v dolnorakouském Ybbsitz, kde si zřídil ateliér a významně se podílel na organizaci kovářských slavností Ferraculum. Byl ovšem nadále mezinárodně aktivní. V roce 2001 mu byl udělen kříž Řádu za zásluhy Spolkové republiky Německo.
V Ybbsitz žil až do své smrti v roce 2008. Je pohřben na místním hřbitově, náhrobní plastiku pro něj vytvořila nejmladší dcera, sochařka a designérka Christine Habermann von Hoch. Ta po jeho smrti založila soukromé muzeum a galerii Alfreda Habermanna v Ybbsitz, kde mohli návštěvníci zhlédnout modely, fotografie a některá jeho díla. Po roce 2018 byly exponáty zapůjčeny městu Lipník nad Bečvou. Od roku 2008 se na jeho počest na Helfštýně několikrát udělila významným osobnostem v oboru uměleckého zpracování kovu Cena Alfreda Habermanna.

## Dílo (výběr)
- Plastika tří kovaných tyčí, 1970. Čtyřmetrová plastika se nyní nachází ve sbírkách Moravské galerie v Brně.
- Tulipán přátelství, Brno Bohunice. Dílo složené ze sedmi pětimetrových vykovaných ocelových prutů Habermann dokončil počátkem 80. let 20. století, nedlouho před emigrací do Německa.[9]
- Přesýpací hodiny Panta Rhei, Ybbsitz, 2000. Plastiku vytvořil Habermann spolu s dalšími kováři v rámci festivalu Ferraculum.[10]
- Europa wächst zusammen, Ybbsitz, 2002. Plastiku vytvořil Habermann spolu s dalšími kováři v rámci festivalu Ferraculum.[11]

## Dokumentární film
Jako 5. díl dokumentárního cyklu Der letzte seines Standes? vznikl v roce 1992 snímek Der Schmied aus Böhmen, věnovaný Alfredu Habermannovi. Bayerischer Rundfunk, režie Benedikt Kuby.